# World Press Photo

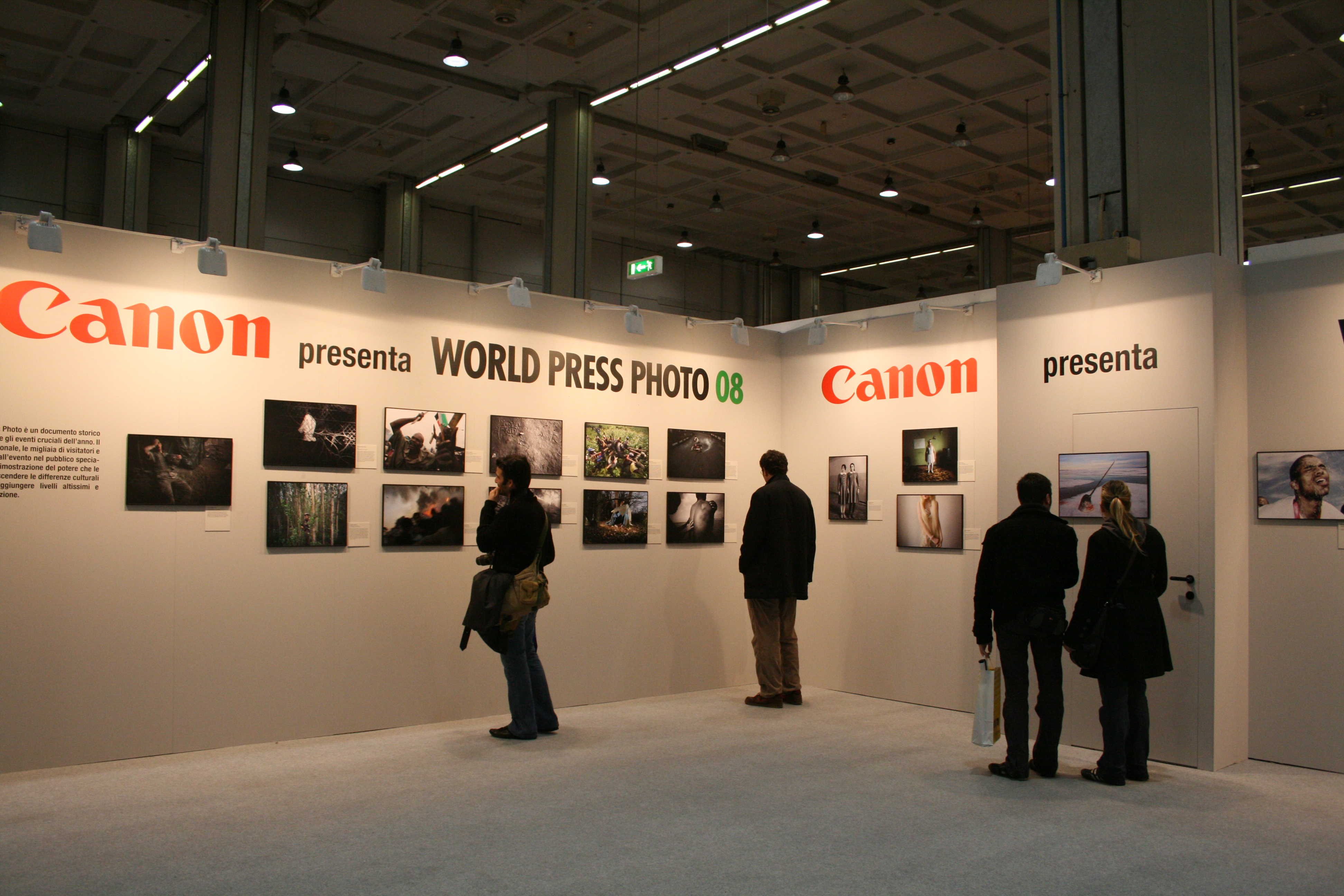
La mostra del 2008 a Milano.

World Press Photo è un'organizzazione no-profit con sede ad Amsterdam. È stata fondata nel 1955, è l'organizzazione del più grande e più prestigioso concorso di fotogiornalismo mondiale.

## Cerimonia di premiazione
La cerimonia di premiazione si tiene ad Oude Kerk ad Amsterdam. Dopo il concorso, le fotografie vincitrici sono assemblate in una mostra itinerante, che viene visitata da oltre un milione di persone in 40 paesi. Inoltre viene pubblicato in sei lingue differenti un annuario che presenta tutte le fotografie premiate.

## Obiettivi
Oltre a selezionare la fotografia vincitrice del World Press Photo of the Year, il concorso determina altri vincitori nelle seguenti categorie:
- Spot News
- General News
- People in the News
- Sports Action
- Sports Features
- Contemporary Issues
- Daily Life
- Portraits
- Arts and Entertainment
- Nature.

Un altro obiettivo primario dell'organizzazione è di sostenere la fotografia professionale su scala internazionale, di stimolare gli sviluppi del fotogiornalismo, di incoraggiare il trasferimento delle conoscenze, di favorire lo sviluppo di elevati standard professionali nel fotogiornalismo e di promuovere uno scambio libero e senza restrizioni di informazioni. La World Press Photo infatti organizza una serie di progetti educativi in tutto il mondo: seminari, laboratori e l'annuale Joop Swart Masterclass.